# Liste der Kulturdenkmäler in Hamburg-Neugraben-Fischbek
Die Liste der Kulturdenkmäler in Hamburg-Neugraben-Fischbek enthält die in der Denkmalliste ausgewiesenen Denkmäler auf dem Gebiet des Stadtteils Neugraben-Fischbek der Freien und Hansestadt Hamburg.
Basis ist der Datensatz Denkmalliste Hamburg auf dem Transparenzportal Hamburg. Dieser enthält alle Objekte, die rechtskräftig nach dem Hamburger Denkmalschutzgesetz vom 5. April 2013 unter Denkmalschutz stehen (§ 6 Abs. 1 DSchG HA) oder zumindest zeitweise standen. Die Denkmalliste steht auch als PDF-Dokument zur Verfügung. Alle Denkmäler in Neugraben-Fischbek, die schon nach dem Denkmalschutzgesetz vom 3. Dezember 1973, zuletzt geändert am 27. November 2007, unter Denkmalschutz standen, sind auch auf der Liste der Kulturdenkmäler im Hamburger Bezirk Harburg zu finden.

## Legende
- ID: Gibt die vom Denkmalschutzamt Hamburg vergebene Objekt-ID (Identifikationsnummer) des Kulturdenkmals an, (in Klammern gegebenenfalls die Denkmalnummer nach altem Denkmalschutzgesetz).
- Adresse: Nennt den Straßennamen und, wenn vorhanden, die Hausnummer des Kulturdenkmals. Die Grundsortierung der Liste erfolgt nach dieser Adresse.
- Art: Zeigt an, ob es ein Objekt („O“) oder ein Ensemble („E“) ist.
- Datierung: Gibt die Datierung an; das Jahr der Fertigstellung bzw. den Zeitraum der Errichtung.
- Ensemble: Gibt die Nummer des Ensembles an, zu der das Objekt gehört, bzw. bei Ensembles die Nummer des Ensembles selbst.

Hinweis: Die Grundsortierung der Liste erfolgt nach der Adresse und ist alternativ nach ID, Art (Objekt oder Ensemble), Typ, Datierung, Entwurf oder Kurzbeschreibung sortierbar.

| ID               | Adresse | Art | Typ                                                              | Kurzbeschreibung | Datierung                                                         | Entwurf                         | Ensemble | Bild           |
| ---------------- | --- | --- | ---------------------------------------------------------------- | --- | ----------------------------------------------------------------- | ------------------------------- | -------- | -------------- |
| 28454            | An der Falkenbek 6 (Lage) | O   | Kate                                                             | | 18. Jh., 2. Hälfte                                                | o. A.                           |          |                |
| 28442            | Barkendal zugl. Hoppenstieg (Lage) | O   | Denkmal                                                          | | o. A.                                                             | o. A.                           |          | BW             |
| 28441            | Cuxhavener Straße 311 (Lage) | O   | Scheune                                                          | | 1776; 1935                                                        | o. A.                           |          |                |
| 28466            | Cuxhavener Straße 311 (Lage) | O   | Wohnwirtschaftsgebäude                                           | | 1743; 1900, um                                                    | o. A.                           |          |                |
| 28440            | Cuxhavener Straße 317 (Lage) | O   | Wohn- und Geschäftshaus (Apotheke); Garage                       | | 1951; 1958                                                        | Stahmann, Johannes Barthold     |          | BW             |
| 31240            | Cuxhavener Straße 321, nördlich von Nr. 323 (Lage) | E   |                                                                  | St. Michaelis-Kirche Harburg |                                                                   |                                 | 31240    | BW             |
| 28439            | Cuxhavener Straße 321 (Lage) | O   | Kirchengebäude                                                   | St. Michaelis-Kirche Harburg | 1911                                                              | Mohrmann, Karl                  | 31240    |                |
| 31239            | Cuxhavener Straße 400, 400 o.Nr., östlich von Nr. 400 (Lage)                                                                                            | E   |                                                                  | Cuxhavener Straße 400 |                                                                   |                                 | 31239    | BW             |
| 28438            | Cuxhavener Straße 400 (Lage) | O   | Wohnwirtschaftsgebäude; Schule                                   | | 19. Jh., 2. Hälfte; 1926 (Umbau)                                  | Mahlmann, Heinrich (Umbau 1926) | 31239    | weitere Bilder |
| 29101            | Cuxhavener Straße 400 (Lage) | O   | Stall                                                            | | 19. Jh., 2. Hälfte (vermutlich)                                   |                                 | 31239    | BW             |
| 29103            | Cuxhavener Straße 400 (Lage) | O   | Schneitelbäume                                                   | | 20. Jh.                                                           |                                 | 31239    | BW             |
| 29102            | Cuxhavener Straße 400 o.Nr., östlich von Nr. 400 (Lage)                                                                                                 | O   | Pflaster (Gepflasterter Weg)                                     | | 1900, um (vermutlich)                                             |                                 | 31239    | BW             |
| 28437            | Cuxhavener Straße 432 (Lage) | O   | Wohnwirtschaftsgebäude                                           | | 18. Jh., Ende, bis                                                | o. A.                           |          | BW             |
| 28575            | Cuxhavener Straße nördlich von Nr. 323 (Lage) | O   | Denkmäler, Kriegerdenkmäler                                      | Gruppe von drei Kriegerdenkmälern für die Kriege 1870/71, 1914/18 und 1939/45 | 20. Jh., 1. Hälfte                                                |                                 | 31240    | BW             |
| 31238            | Dierksstegel 2 östlicher Teil des Grundstücks, Francoper Straße 45, 49, 49a, 49b, 50, 51, 52, 53, 54, 54a, 54b, 55, 55a, 56, 57, 58, 60, 64, 64a (Lage) | E   |                                                                  | Francoper Straße 45, 49-57, 50-60, 64-64a |                                                                   |                                 | 31238    | BW             |
| 28459 (922)      | Dierksstegel 2 östlicher Teil des Grundstücks (Lage) | O   | Grünfläche; Entwässerungsgraben                                  | |                                                                   |                                 | 31238    | BW             |
| 28455            | Dritte Meile 1 (Lage) | O   | Kirchengebäude                                                   | Cornelius-Kirche | 1962–64                                                           | Kluth, Hanna                    |          | weitere Bilder |
| 28549 (427)      | Falkenbergsweg o.Nr. (Lage) | O   | Grenzstein                                                       | | 1750                                                              |                                 |          |                |
| 28550 (427)      | Falkenbergsweg o.Nr. (Lage) | O   | Grenzstein                                                       | | 1750                                                              |                                 |          |                |
| 28551 (427)      | Falkenbergsweg Verlängerung des Falkenbergsweg als Wanderweg im Naturschutzgebiet Schwarze Berge (Lage)                                                 | O   | Grenzstein                                                       | | 1750                                                              |                                 |          |                |
| 28552 (427)      | Falkenbergsweg Verlängerung des Falkenbergsweg als Wanderweg im Naturschutzgebiet Schwarze Berge (Lage)                                                 | O   | Grenzstein                                                       | | 18. Jh., Mitte, vermutl.                                          |                                 |          |                |
| 28553 (427)      | Falkenbergsweg Verlängerung des Falkenbergsweg als Wanderweg im Naturschutzgebiet Schwarze Berge (Lage)                                                 | O   | Grenzstein                                                       | | 18. Jh., Mitte, vermutl.                                          |                                 |          |                |
| 28554 (427)      | Falkenbergsweg Verlängerung des Falkenbergsweg als Wanderweg im Naturschutzgebiet Schwarze Berge (Lage)                                                 | O   | Grenzstein                                                       | | 18. Jh., Mitte, vermutl.                                          |                                 |          |                |
| 28555 (427)      | Falkenbergsweg Verlängerung des Falkenbergsweg als Wanderweg im Naturschutzgebiet Schwarze Berge (Lage)                                                 | O   | Grenzstein                                                       | | 18. Jh., Mitte, vermutl.                                          |                                 |          |                |
| 28556 (427)      | Falkenbergsweg Verlängerung des Falkenbergsweg als Wanderweg im Naturschutzgebiet Schwarze Berge (Lage)                                                 | O   | Grenzstein                                                       | | 18. Jh., Mitte, vermutl.                                          |                                 |          |                |
| 28557 (427)      | Falkenbergsweg Verlängerung des Falkenbergsweg als Wanderweg im Naturschutzgebiet Schwarze Berge (Lage)                                                 | O   | Grenzstein                                                       | | 18. Jh., Mitte, vermutl.                                          |                                 |          |                |
| 28558 (427)      | Falkenbergsweg Verlängerung des Falkenbergsweg als Wanderweg im Naturschutzgebiet Schwarze Berge (Lage)                                                 | O   | Grenzstein                                                       | | 18. Jh., Mitte, vermutl.                                          |                                 |          |                |
| 28559 (427)      | Falkenbergsweg Verlängerung des Falkenbergsweg als Wanderweg im Naturschutzgebiet Schwarze Berge (Lage)                                                 | O   | Grenzstein                                                       | | 18. Jh., Mitte, vermutl.                                          |                                 |          |                |
| 28560 (427)      | Falkenbergsweg Verlängerung des Falkenbergsweg als Wanderweg im Naturschutzgebiet Schwarze Berge (Lage)                                                 | O   | Grenzstein                                                       | | 18. Jh., Mitte, vermutl.                                          |                                 |          |                |
| 28561 (427)      | Falkenbergsweg Verlängerung des Falkenbergsweg als Wanderweg im Naturschutzgebiet Schwarze Berge (Lage)                                                 | O   | Grenzstein                                                       | | 18. Jh., Mitte, vermutl.                                          |                                 |          |                |
| 28562 (427)      | Falkenbergsweg Verlängerung des Falkenbergsweg als Wanderweg im Naturschutzgebiet Schwarze Berge (Lage)                                                 | O   | Grenzstein                                                       | | 18. Jh., Mitte, vermutl.                                          |                                 |          |                |
| 28563 (427)      | Falkenbergsweg Verlängerung des Falkenbergsweg als Wanderweg im Naturschutzgebiet Schwarze Berge (Lage)                                                 | O   | Grenzstein                                                       | | 18. Jh., Mitte, vermutl.                                          |                                 |          |                |
| 28564 (427)      | Falkenbergsweg Verlängerung des Falkenbergsweg als Wanderweg im Naturschutzgebiet Schwarze Berge (Lage)                                                 | O   | Grenzstein                                                       | | 18. Jh., Mitte, vermutl.                                          |                                 |          |                |
| 28445            | Fischbeker Heideweg an der Gabelung Fischbektal (Lage)                                                                                                  | O   | Denkmal                                                          | Gedenkstein für Prof. Dr. Karl Brick | o. A.                                                             | o. A.                           |          | BW             |
| 28446            | Fischbeker Moor 5 (Lage) | O   | Wohnwirtschaftsgebäude                                           | | 19. Jh., 1. Hälfte; 19. Jh., 2. Hälfte (Erweiterung)              | o. A.                           |          | BW             |
| 31241            | Fischbeker Weg 27 (Lage) | E   |                                                                  | Fischbeker Weg 27 |                                                                   |                                 | 31241    | BW             |
| 28443            | Fischbeker Weg 27 (Lage) | O   | Wohnwirtschaftsgebäude                                           | | 1933                                                              | Garms, Jonny                    | 31241    |                |
| 28468            | Fischbeker Weg 27 (Lage) | O   | Scheune                                                          | | 18. Jh.                                                           |                                 | 31241    | BW             |
| 28447            | Fischbeker Weg o.Nr. (Lage) | O   | Denkmal                                                          | | o. A.                                                             | o. A.                           |          | BW             |
| 28467            | Fischbektal an der Gabelung Fischbeker Heideweg | O   | Denkmal                                                          | Gedenkstein für Prof. Dr. Karl Brick | o. A.                                                             | o. A.                           |          |                |
| 28444 (482, 921) | Francoper Straße 45 (Lage) | O   | Hofanlage (Wohnwirtschaftsgebäude; Stall)                        | | 1610 (Haupthaus); 1911 (Stall)                                    | o. A.                           | 31238    |                |
| 29882 (923)      | Francoper Straße 48, 48a (Lage) | O   | Einfamilienhaus; Gartenhaus; Pavillon; Einfriedung; u. a.        | Francoper Straße 48/48a, Wohngebäude mit Gartenhaus, Holzpavillon, Freiflächen und Feldsteineinfassungsmauer | 19. Jh., vermutl.; 1927; 1972                                     |                                 |          | BW             |
| 28469 (921)      | Francoper Straße 49, 49b (Lage) | O   | Wohnwirtschaftsgebäude                                           | | 19. Jh.; 20. Jh.                                                  |                                 | 31238    | BW             |
| 28474 (921)      | Francoper Straße 49a (Lage) | O   | Wohnhaus                                                         | | 1960er Jahre                                                      |                                 | 31238    | BW             |
| 28470 (921)      | Francoper Straße 50 (Lage) | O   | Wohnhaus                                                         | | 20. Jh.                                                           |                                 | 31238    | BW             |
| 28463 (483, 921) | Francoper Straße 51 (Lage) | O   | Hofanlage (Wohnwirtschaftsgebäude; Scheunen; Backhaus; u. a.)    | | 18. Jh.; 19. Jh.                                                  |                                 | 31238    | BW             |
| 28458 (656, 921) | Francoper Straße 52 (Lage) | O   | Kate                                                             | | 1746                                                              |                                 | 31238    | BW             |
| 28464 (484, 921) | Francoper Straße 53 (Lage) | O   | Kate                                                             | | 18. Jh.                                                           |                                 | 31238    | BW             |
| 28462 (485, 921) | Francoper Straße 54 (Lage) | O   | Wohnwirtschaftsgebäude; Scheune; Speicher                        | | 1726 (Wohnwirtschaftsgebäude); 1797 (Scheune); 18. Jh. (Speicher) |                                 | 31238    | BW             |
| 28475            | Francoper Straße 54a, 54b (Lage) | O   | Wohngebäude                                                      | | 20. Jh., Ende                                                     |                                 | 31238    | BW             |
| 28461 (486, 921) | Francoper Straße 55 (Lage) | O   | Scheune                                                          | | 1747                                                              |                                 | 31238    | BW             |
| 28476 (921)      | Francoper Straße 55a (Lage) | O   | Wohnwirtschaftsgebäude                                           | | 1747                                                              |                                 | 31238    | BW             |
| 28471 (921)      | Francoper Straße 56 (Lage) | O   | Wohngebäude                                                      | | 19. Jh., Ende; 1930er Jahre                                       |                                 | 31238    | BW             |
| 27891 (921)      | Francoper Straße 57 (Lage) | O   | Wohnwirtschaftsgebäude                                           | | 19. Jh., 1. Hälfte                                                | o. A.                           | 31238    | BW             |
| 28472 (921)      | Francoper Straße 58 (Lage) | O   | Wohngebäude                                                      | | 1930                                                              |                                 | 31238    | BW             |
| 28465 (487, 921) | Francoper Straße 60 (Lage) | O   | Hofanlage (Wohnwirtschaftsgebäude; Scheune; Einfriedung)         | | 18. Jh., Mitte (Haupthaus); 1923 (Scheune)                        |                                 | 31238    | BW             |
| 29881 (488, 924) | Francoper Straße 63 (Lage) | O   | Hofanlage (Wohnwirtschaftsgebäude; Scheune; Stallscheune; u. a.) | Francoper Straße 63, Hofanlage aus Haupthaus, Scheune, rückwärtigen Stallscheune, weiteren Nebengebäuden, Großbaumbestand, Freiflächen und Findlingsmauer, wie mit dem Bebauungsplan Neugraben-Fischbek 44 vom 27. Februar 1990 festgelegt | 1770 (Haupthaus); 18. Jh. (Backhaus); 1934 (Scheune)              |                                 |          | BW             |
| 28449 (921)      | Francoper Straße 64 (Lage) | O   | Wohngebäude                                                      | | 19. Jh., 2. Hälfte                                                | o. A.                           | 31238    | BW             |
| 28473 (921)      | Francoper Straße 64a (Lage) | O   | Wohngebäude                                                      | | 19. Jh., 2. Hälfte                                                |                                 | 31238    | BW             |
| 31242            | Francoper Straße 67, 82, 84 (Lage) | E   |                                                                  | Francoper Straße 67, 82, 84 |                                                                   |                                 | 31242    | BW             |
| 28451 (926)      | Francoper Straße 67 (Lage) | O   | Wohnwirtschaftsgebäude                                           | Vollhöfnerhaus "Albers Hus" | o. A.                                                             | o. A.                           | 31242    | BW             |
| 29879 (925)      | Francoper Straße 76 (Lage) | O   | Hofanlage (Wohngebäude/Stallgebäude; Einfriedung; u. a.)         | Francoper Straße 76, Hofanlage aus Wohnwirtschaftsgebäude, Stallgebäude und Einfriedung, wie mit dem Bebauungsplan Neugraben-Fischbek 44 vom 27. Februar 1990 festgelegt                                                                   | 1928                                                              |                                 |          | BW             |
| 28457 (926)      | Francoper Straße 82 (Lage) | O   | Wohnwirtschaftsgebäude                                           | | 19. Jh., 2. Hälfte                                                | o. A.                           | 31242    | BW             |
| 28453 (926)      | Francoper Straße 84 (Lage) | O   | Kate                                                             | | 18. Jh., Ende                                                     | o. A.                           | 31242    | BW             |
| 29880 (1145)     | Im Neugrabener Dorf 45 (Lage) | O   | Hofanlage (Wohnwirtschaftsgebäude; Scheune; Einfriedung; u. a.)  | Im Neugrabener Dorf 45, Hofanlage mit Haupthaus, Scheune, Heckeneinfriedung, Freiflächen sowie vom Hof genutzten Sandweg | 19. Jh., 1. Hälfte                                                |                                 |          | BW             |
| 28147            | Im Neugrabener Dorf o.Nr. (Lage) | O   | Chaussee                                                         | Chaussee | 19. Jh., 2. Hälfte; 20. Jh.                                       |                                 |          | BW             |
| 28452            | Posteck 2 (Lage) | O   | Wohnwirtschaftsgebäude                                           | | 1886                                                              | o. A.                           |          | BW             |
| 28450            | Scharlbargstieg o.Nr. (Lage) | O   | Denkmal                                                          | Denkmal für Segelflieger | o. A.                                                             | o. A.                           |          | BW             |
| 28456            | Störtebekerweg 14 (Lage) | O   | Wohngebäude                                                      | | 1910, um                                                          | o. A.                           |          |                |
| 28460 (1000)     | Ulenflucht 4 (Lage) | O   | Kate                                                             | | 1768                                                              |                                 |          | BW             |